# Ole von Beust
Ole von Beust, pseudônimo de Carl-Friedrich Arp Freiherr von Beust (Hamburgo, 13 de abril de 1955) é um político alemão da União Democrata-Cristã (CDU). Ole von Beust foi o prefeito de Hamburgo de 31 de outubro de 2001 até 25 de agosto de 2010, atuando como presidente do Bundesrat de 1 de novembro de 2007 até 31 de outubro de 2008.

## Biografia
Ole é filho do político Achim Helge Freiherr von Beust e de Hanna Freiin von Beust. Sua mãe é metade judia. É ascendente, através de seu pai, do conde Friedrich Ferdinand von Beust, ministro-presidente da Áustria de 7 de fevereiro a 30 de dezembro de 1867.
Em 1971 Ole tornou-se membro do partido político conservador União Democrata Cristã (CDU).
Em 1973, após terminar o ensino médio, foi eleito deputado do Parlamento da cidade-estado de Hamburgo, cargo que manteve até que ingressou no curso de direito da Universidade de Hamburgo em 1975.
De 1977 a 1983 foi presidente da organização juvenil do partido. Desde 1978 é membro ininterrupto do parlamento. Em 1983 completou os estudos e virou um advogado independente.
Ole é membro do conselho dirigente do CDU em Hamburgo desde 1992, e do conselho nacional do CDU desde 1998.

## Prefeito de Hamburgo (2001-2010)
Em 31 de outubro de 2001, Ole von Beust foi eleito prefeito de Hamburgo, acabando com uma predominância do Partido Social-Democrata (SPD) no cargo que durava desde 4 de dezembro de 1957.
Em agosto de 2003, um escândalo envolvendo a sua vida privada tornou-se manchete nos jornais de toda a Alemanha, logo após a demissão do vice-prefeito Ronald Schill. Ole havia demitido Walter Wellinghausen, conselheiro do interior e funcionário mais importante de Schill, por má administração sem ter consultado o vice-prefeito. Schill teve uma conversa íntima com Ole, utilizando-se de ameaças para fazer com que o prefeito contratasse de volta o funcionário. Ole decidiu então demitir Schill também. Numa conferência para a imprensa minutos após sua demissão, Schill alegou que o prefeito mantinha "relações homossexuais" em um "flat em um infame distrito de prostituição". Ele também acusou o prefeito de manter "atos de amor" entre Ole e Roger Kusch, ministro (ou senador nas cidades-estados alemãs) de justiça.
Ole, por sua vez, disse que Schill ameaçou-o para contratar Wellinghausen de volta, dizendo que caso não o fizesse iria alegar à imprensa que ele e Kusch eram amantes, insinuando que o prefeito confundia as vidas pública e privada. Ole também afirmou que nunca manteve relações sexuais com Kusch; os dois eram apenas amigos por mais de 25 anos e Ole era o senhorio de Kusch. "Isto é tudo. Absolutamente tudo", disse o prefeito.
Suas declarações rapidamente fizeram Schill ganhar a reputação de homofóbico. Uma popular estação de rádio associou a ele a canção "Mega-Proll" (mega-caipira) e associações pró-LGBT fizeram protestos contra ele. Mais tarde, Schill declarou não ter "nada contra homossexuais". Em seguida, Achim von Beust deu uma entrevista confirmando que o filho é, de fato, homossexual. Quando indagado sobre sua orientação sexual, Ole declarou que sua vida sexual é um assunto privado, mas o fez de forma irônica, de modo a confirmar a declaração do pai.
Nas eleições de Hamburgo de 29 de fevereiro de 2004, Ole obteve uma imprecedente maioria absoluta dos votos. O CDU conquistou a maioria absoluta das cadeiras no Parlamento municipal. Com 47,2% dos votos, 21 a mais do que as últimas eleições, o CDU repetiu o feito do SPD em 1993, se tornando o primeiro partido desde então a governar a cidade sozinho.
Nas eleições de 24 de fevereiro de 2008, apesar dos 42,6% dos votos, o CDU, apesar de continuar sendo o maior partido da cidade, precisou formar uma coalizão governamental com o Partido Verde. Naquela época, a cooperação entre esses dois partidos foi amplamente vista como um teste para uma possível coalizão em nível nacional.
Em 18 de julho de 2010, Ole von Beust anunciou a sua renúncia, que teria efeito em 25 de agosto. Karin von Welck, que era a ministra da cultura de Hamburgo, e Volkmar Schoen, que estava na chancelaria do senado, deixaram os seus cargos junto com von Beust.